# クイーンカップ (笠松競馬)
クイーンカップは岐阜県地方競馬組合が笠松競馬場ダート1600mで施行する地方競馬の重賞（SPIII）競走である。正式名称は「日刊スポーツ杯 クイーンカップ」、日刊スポーツ新聞社が優勝杯を提供している。
副賞は、日刊スポーツ新聞社賞。

## 概要
1978年に笠松競馬場のサラブレッド系4歳（現3歳）牝馬の東海（笠松・愛知）所属馬限定の重賞競走「クイーン特別」として創設で3月に開催。1982年度では当競走が3月16日、6月19日と2回施行となり（地方競馬は会計年度が4月から翌年3月までのため）、第6回以降の施行時期を5月 - 6月に変更された。
1992年に同様の趣旨の競走にアングロアラブ系4歳（現3歳）牝馬の東海所属馬限定の重賞競走「クイーン特別」が新設される事に伴い、競走名を「サラ・クイーン特別」に変更され、1996年からは東海地区重賞格付け制度施行によりSPIII（スーパープレステージスリー）に格付けされた。
2001年から中央競馬の秋華賞のGIステップ競走の北陸・東海・近畿地区（2007年からは中国地区を含む、2013年福山競馬場の廃止により、再び元に戻る）のブロック代表選定競走として、優勝馬はローズステークス、紫苑ステークスのどちらかの競走に出走可能となる。更にこのどちらかの競走でローズステークスでは上位3着までに、紫苑ステークスでは上位2着までに入賞すると秋華賞へ出走可能となったが、2003年からは、秋華賞へのステップ競走は名古屋競馬場で行われる重賞競走「東海クイーンカップ」に引き継がれた。競走名は2002年に「サラ・クイーンカップ」に、2009年に現在の「クイーンカップ」に変更された。
2012年から「東海クイーンカップ」の施行時期が夏から春に変更される事に伴い、再び、秋華賞へのステップ競走に指定される。
出走条件は創設当初は東海所属馬で、2001年からは北陸・東海・近畿地区交流として行われ、2007年に北陸・東海・近畿・中国地区交流となったが、2013年に東海・北陸・近畿地区交流に戻っている。2023年より東海地区交流競走となった。馬齢はいずれもサラブレッド系3歳牝馬。

### 条件・賞金等（2024年）
出走条件
サラブレッド系3歳牝馬、東海所属。
負担重量
別定（54kg）。
賞金額
1着300万円、2着105万円、3着60万円、4着30万円、5着15万円、着外3万円。
副賞
日刊スポーツ新聞社賞。
優先出走権付与
2着以上の馬に撫子争覇の優先出走権が付与される。

## 歴史
- 1978年 - 笠松競馬場のダート1600mのサラブレッド系4歳（現3歳）牝馬の東海所属馬限定の別定重量の重賞競走「クイーン特別」として創設。
- 1982年
  - 第6回以降の施行時期を3月から5月 - 6月に変更。
  - 愛知のローランセイが当競走で唯一の連覇。
  - 愛知の河村功が調教師として史上初の連覇。
- 1985年 - 当時、笠松所属の安藤光彰が騎手として史上初の連覇。
- 1992年 - 競走名を「サラ・クイーン特別」に変更。
- 1993年 - 笠松の井上孝彦が騎手として史上2人目の連覇。
- 1996年 - 東海地区重賞格付け制度施行によりSPIIIに格付け。
- 2000年 - 笠松の荒川友司が調教師として史上2人目の連覇。
- 2001年
  - 馬齢表示の国際基準への変更、及びこの年から北陸・東海・近畿地区交流競走として施行。それらに伴い、出走条件を「サラブレッド系4歳牝馬の東海所属馬」から「サラブレッド系3歳牝馬の北陸・東海・近畿所属馬」に変更。
  - 施行時期を5月 - 6月から7月に変更。
  - 秋華賞へのステップ競走に指定され、1着馬のみ、秋華賞トライアルへの出走権が付与される様になる。
- 2002年 - 競走名を「サラ・クイーンカップ」に変更。
- 2003年 - 秋華賞へのステップ競走から除外。
- 2005年 - 施行時期を7月から6月に変更。
- 2006年 - 笠松の柳江仁が調教師として史上3人目の連覇。
- 2007年
  - この年から北陸・東海・近畿・中国地区交流競走として施行され、出走条件を「サラブレッド系3歳牝馬の北陸・東海・近畿・中国所属馬」に変更。
  - 施行時期を6月から7月に戻す。
- 2009年 - 競走名を現在の「クイーンカップ」に変更。
- 2012年
  - 再び、秋華賞へのステップ競走に指定され、1着馬に、秋華賞トライアルへの出走権が付与される様になる。
  - 愛知の戸部尚実が騎手として史上3人目の連覇。
  - 愛知の川西毅が調教師として史上4人目の連覇。
- 2019年 - 「創刊70周年記念日刊スポーツ杯」の名を冠して施行。
- 2021年 - 競馬法違反事件の影響により開催中止。
- 2023年 - 東海所属限定に条件変更。
- 2024年 - 「創刊75周年記念日刊スポーツ杯」の名を冠して施行。
- 2025年 - 笠松競馬場の走路改修工事に伴い開催休止[6]。

### 歴代優勝馬
| 回数   | 施行日        | 優勝馬             | 性齢     | 所属     | タイム   | 優勝騎手 | 管理調教師 |
| ------ | ------------- | ------------------ | -------- | -------- | -------- | -------- | ---------- |
| 第1回  | 1978年3月1日  | タカラライオン     | 牝3      | 笠松     | 1:47.9   | 矢野勝也 | 林清       |
| 第2回  | 1979年3月11日 | ニガナ             | 牝3      | 愛知     | 1:46.1   | 黒宮高徳 | 竹口勝利   |
| 第3回  | 1980年3月16日 | スーパーサウンド   | 牝3      | 笠松     | 1:47.4   | 松原義夫 | 不破敏行   |
| 第4回  | 1981年3月15日 | マルカダイジン     | 牝3      | 笠松     | 1:44.1   | 伊藤強一 | 神部幸夫   |
| 第5回  | 1982年3月16日 | ローランセイ       | 牝3      | 愛知     | 1:43.8   | 坂本敏美 | 河村功     |
| 第6回  | 1982年6月19日 | ローランセイ       | 牝3      | 愛知     | 1:43.7   | 成田明   | 河村功     |
| 第7回  | 1983年6月1日  | ツキノイズミ       | 牝3      | 笠松     | 1:44.7   | 高木健   | 柳江俊明   |
| 第8回  | 1984年5月30日 | ミスリボルバー     | 牝3      | 笠松     | 1:43.4   | 安藤光彰 | 小井土金一 |
| 第9回  | 1985年5月29日 | ヤングパンサー     | 牝3      | 笠松     | 1:43.4   | 安藤光彰 | 田邉睦雄   |
| 第10回 | 1986年5月28日 | アサヒマーチス     | 牝3      | 笠松     | 1:44.1   | 川原正一 | 後藤四季治 |
| 第11回 | 1987年5月31日 | ラツキーイソハル   | 牝3      | 愛知     | 1:43.3   | 戸部尚実 | 河村功     |
| 第12回 | 1988年5月29日 | シバセン           | 牝3      | 笠松     | 1:44.0   | 安藤勝己 | 荒川友司   |
| 第13回 | 1989年5月28日 | ポールドエリカ     | 牝3      | 笠松     | 1:45.0   | 原洋順   | 原定弘     |
| 第14回 | 1990年5月27日 | フエートグリン     | 牝3      | 笠松     | 1:43.4   | 坂口重政 | 大倉譲     |
| 第15回 | 1991年5月26日 | タツミモンブラン   | 牝3      | 笠松     | 1:44.3   | 樋口富男 | 中山義宣   |
| 第16回 | 1992年5月31日 | プリティレーベル   | 牝3      | 笠松     | 1:44.6   | 井上孝彦 | 荒川友司   |
| 第17回 | 1993年6月13日 | タカノハリリー     | 牝3      | 笠松     | 1:44.1   | 井上孝彦 | 加藤保行   |
| 第18回 | 1994年6月19日 | ベッスルシルビア   | 牝3      | 笠松     | 1:45.8   | 小森勝政 | 飯干秀人   |
| 第19回 | 1995年6月21日 | オニノセンヒメ     | 牝3      | 愛知     | 1:44.0   | 安部幸夫 | 井上哲     |
| 第20回 | 1996年6月20日 | オグリシャダイ     | 牝3      | 笠松     | 1:46.3   | 安藤光彰 | 鷲見昌勇   |
| 第21回 | 1997年6月18日 | ルイス             | 牝3      | 笠松     | 1:43.0   | 田邉弘   | 町野良隆   |
| 第22回 | 1998年6月18日 | ヘイセイラッキー   | 牝3      | 笠松     | 1:43.0   | 濱口楠彦 | 山際孝幸   |
| 第23回 | 1999年6月20日 | トミケンロマン     | 牝3      | 笠松     | 1:43.3   | 川原正一 | 荒川友司   |
| 第24回 | 2000年6月18日 | ライトレイン       | 牝3      | 笠松     | 1:43.9   | 仙道光男 | 荒川友司   |
| 第25回 | 2001年7月24日 | カメリアイエロー   | 牝3      | 愛知     | 1:43.5   | 吉田稔   | 角田輝也   |
| 第26回 | 2002年7月12日 | バハムート         | 牝3      | 笠松     | 1:40.1   | 安藤勝己 | 加藤健     |
| 第27回 | 2003年7月16日 | サニーハシレ       | 牝3      | 笠松     | 1:44.2   | 柴山雄一 | 小井土金一 |
| 第28回 | 2004年7月28日 | アルトタイガー     | 牝3      | 笠松     | 1:45.2   | 濱口楠彦 | 松原義夫   |
| 第29回 | 2005年6月3日  | ミラージェネス     | 牝3      | 笠松     | 1:43.6   | 土田龍也 | 柳江仁     |
| 第30回 | 2006年6月2日  | キムタツプリンセス | 牝3      | 笠松     | 1:44.3   | 大塚研司 | 柳江仁     |
| 第31回 | 2007年7月19日 | シンメイジョアー   | 牝3      | 愛知     | 1:41.5   | 丸野勝虎 | 竹地正樹   |
| 第32回 | 2008年7月24日 | イーストミー       | 牝3      | 愛知     | 1:43.5   | 岡部誠   | 塚田隆男   |
| 第33回 | 2009年7月24日 | ニュースターガール | 牝3      | 笠松     | 1:42.8   | 阪上忠匡 | 森山英雄   |
| 第34回 | 2010年7月23日 | メモリーキャップ   | 牝3      | 愛知     | 1:41.0   | 倉地学   | 塚田隆男   |
| 第35回 | 2011年7月15日 | ベラトリックス     | 牝3      | 愛知     | 1:42.5   | 戸部尚実 | 川西毅     |
| 第36回 | 2012年7月13日 | スズカウインダー   | 牝3      | 愛知     | 1:40.7   | 戸部尚実 | 川西毅     |
| 第37回 | 2013年6月25日 | ユーセイクインサー | 牝3      | 愛知     | 1:40.7   | 岡部誠   | 倉地学     |
| 第38回 | 2014年6月19日 | リックタラキチ     | 牝3      | 笠松     | 1:40.3   | 吉井友彦 | 森山英雄   |
| 第39回 | 2015年7月1日  | メモリードルマン   | 牝3      | 愛知     | 1:41.4   | 今井貴大 | 塚田隆男   |
| 第40回 | 2016年6月29日 | ヘイハチハピネス   | 牝3      | 笠松     | 1:41.7   | 藤原幹生 | 笹野博司   |
| 第41回 | 2017年6月28日 | ハヴアナイスディ   | 牝3      | 兵庫     | 1:41.3   | 丸野勝虎 | 盛本信春   |
| 第42回 | 2018年6月28日 | フセノラン         | 牝3      | 兵庫     | 1:40.6   | 下原理   | 盛本信春   |
| 第43回 | 2019年7月4日  | リリコ             | 牝3      | 兵庫     | 1:41.0   | 岡部誠   | 田中範雄   |
| 第44回 | 2020年6月19日 | ボルドープリュネ   | 牝3      | 笠松     | 1:43.1   | 渡邊竜也 | 笹野博司   |
| 第45回 | 2021年        | 開催中止           | 開催中止 | 開催中止 | 開催中止 | 開催中止 | 開催中止   |
| 第46回 | 2022年6月29日 | ドミニク           | 牝3      | 笠松     | 1:44.5   | 向山牧   | 後藤正義   |
| 第47回 | 2023年6月22日 | ペップセ           | 牝3      | 愛知     | 1:41.3   | 浅野皓大 | 今津勝之   |
| 第48回 | 2024年6月6日  | コールミーメイビー | 牝3      | 愛知     | 1:41.1   | 岡部誠   | 角田輝也   |

※馬齢は2000年以前についても現表記を用いる。

### 競走結果の出典
- クイーンカップ　歴代優勝馬（地方競馬全国協会）